# Wąbrzeźno (gromada)
Wąbrzeźno (do 31 XII 1957 Łabędź) – dawna gromada, czyli najmniejsza jednostka podziału terytorialnego Polskiej Rzeczypospolitej Ludowej w latach 1954–1972.
Gromady, z gromadzkimi radami narodowymi (GRN) jako organami władzy najniższego stopnia na wsi, funkcjonowały od reformy reorganizującej administrację wiejską przeprowadzonej jesienią 1954 do momentu ich zniesienia z dniem 1 stycznia 1973, tym samym wypierając organizację gminną w latach 1954–1972.
Gromadę Wąbrzeźno z siedzibą GRN w mieście Wąbrzeźnie (nie wchodzącym w jej skład) utworzono 1 stycznia 1958 w powiecie wąbrzeskim w woj. bydgoskim w związku z przeniesieniem siedziby GRN gromady Łabędź z Łabędzia do Wąbrzeźna i zmianą nazwy jednostki na gromada Wąbrzeźno; równocześnie do gromady Wąbrzeźno włączono miejscowości Czystochleb i Młynik z gromady Zieleń w tymże powiecie. Dla gromady ustalono 15 członków gromadzkiej rady narodowej.
31 grudnia 1959 do gromady Wąbrzeźno włączono obszar zniesionej gromady Myśliwiec w tymże powiecie.
W 1961 roku gromada miała 25 członków gromadzkiej rady narodowej.
31 grudnia 1961 do gromady Wąbrzeźno włączono wieś Jarantowice z przysiółkami Jarantowiczki, Buk, Prusy i Plebanka ze zniesionej gromady Jarantowice w tymże powiecie.
1 stycznia 1969 do gromady Wąbrzeźno włączono grunty rolne o powierzchni ogólnej 188,59 ha z miasta Radzyń Chełmiński oraz grunty rolne o powierzchni ogólnej 705,37 ha z miasta Wąbrzeźno w tymże powiecie.
1 stycznia 1972 gromadę Wąbrzeźno połączono z gromadą Zieleń, tworząc z ich obszarów gromadę Wąbrzeźno z siedzibą Gromadzkiej Rady Narodowej w Wąbrzeźnie w tymże powiecie (de facto gromadę Zieleń zniesiono, włączając jej obszar do gromady Wąbrzeźno).
Gromada przetrwała do końca 1972 roku, czyli do kolejnej reformy gminnej. 1 stycznia 1973 w powiecie wąbrzeskim reaktywowano zniesioną w 1954 roku gminę Wąbrzeźno.